# جسی بونستل
جسی بونستل (انگلیسی: Jessie Bonstelle) بازیگر، مدیر تئاتر و کارگردان امریکایی بود.